# 不濁点
不濁点（ふだくてん）とは、かつて日本語の表記において清音を表すために用いられた記号である。現在半濁点として用いられている「゜」を同様に文字の右上に追加して用いられた。すべての清音について用いられたわけではなく、特に清濁の区別が必要な場合に用いられた。半濁点は不濁点を元にポルトガル人が使い始めたものとする説がある。